# Hermann von Eichhorn
Pour les articles homonymes, voir Eichhorn.
Hermann von Eichhorn, né le 13 février 1848 assassiné le 30 juillet 1918, est un général de l'armée prussienne. Il participe à la guerre austro-prussienne, la guerre franco-allemande de 1870 et la première Guerre mondiale. Il dirige la 10e armée allemande, puis un groupe d'armée sur le front de l'Est. Il devient gouverneur de l'Ukraine avant d'être assassiné à Kiev.

## Biographie

### Origine
Hermann est le fils de Hermann von Eichhorn (1813-1892), président du district de Minden, et de son épouse Julie, née von Schelling (1821-1885), fille du philosophe Friedrich Wilhelm Joseph von Schelling. Il est le petit-fils du ministre prussien de l'Éducation Friedrich Eichhorn.

### Premières années
Hermann von Eichhorn est né le 13 février 1848 dans la ville de Breslau en royaume de Prusse. Il fait ses études à Breslau puis à Oppeln avant d'intégrer le 1er avril 1866 pour un service volontaire de trois ans la 2e compagnie du 2e régiment à pied de la Garde. Il prend part à la guerre austro-prussienne et participe aux batailles de Trautenau, de Sadowa. Après la signature de la paix avec l'Autriche, von Eichhorn est promu lieutenant le 6 septembre 1866. Au cours de la guerre franco-allemande, il devient le capitaine-adjudant du premier bataillon du 2e régiment de Landwehr de la Garde. Il participe au siège de Strasbourg, au siège de Paris. Il reçoit la Croix de fer 2e classe après un assaut sur le fort du Mont Valérien.
De 1872 à 1875, von Eichhorn suit les enseignements de l'Académie militaire de Prusse. Il rencontre à cette occasion Hindenburg, von Bülow et Bernhardi. Il est nommé aide de camp du 2e régiment d'infanterie à pied de la Garde, puis nommé à l'état-major en 1877 et adjudant à la 60e brigade d'infanterie cantonnée à Metz. Il est promu capitaine le 8 juin 1878 et devient chef de la 12e compagnie du 2e régiment d'infanterie de la Garde.
Von Eichhorn occupe des différents postes de l'état-major. Il est présent au grand état-major, à la 30e division, à l'inspection de la 5e armée, à la 2e division et au 18e corps d'armée. Il est nommé lieutenant-colonel le 16 mai 1891. Le 17 mai 1892, von Eichhorn devient chef d'état-major du 14e corps d'armée à Karlsruhe, il est promu colonel au bout de deux ans. Du 18 octobre 1895 au 15 février 1897 von Eichhorn devient commandant du 8e régiment de grenadiers du Corps. Il devient chef d'état-major au 6e corps d'armée. Le 20 juillet 1897 il est nommé major général et commandant de la 18e brigade d'infanterie le 8 octobre 1898.
Von Eichhorn devient commandant de la 9e division de 1901 à 1904 et puis du 18e corps d'armée de 1904 à 1912. En 1912, il dirige la 7e Inspection d'armée regroupant en temps de paix les 16e, 18e et 21e corps de l'armée impériale allemande.
En 1912, il est fait Chevalier l'Ordre de l'Aigle noir, le 1er janvier 1913 il obtient le grade de colonel. En mai 1914, il tombe de cheval lors d'une inspection des troupes, il est grièvement blessé. Il contracte également une pneumonie. Après son rétablissement à la fin de 1914 avec l'approbation de l'empereur, il reprend la direction du 8e régiment de grenadiers.

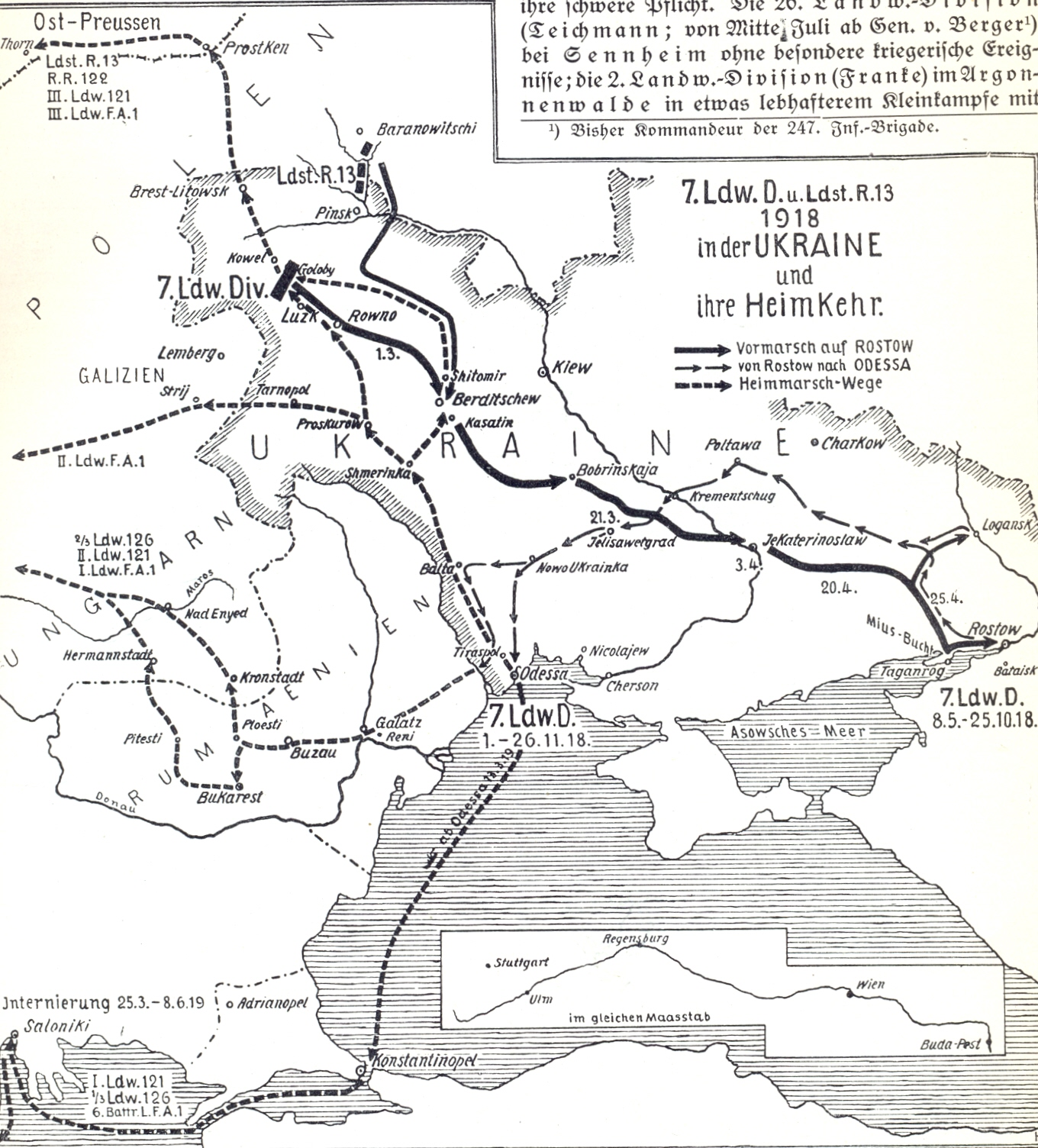
Occupation de l'Ukraine : marche de la 7e division de Landwehr, 1918.

### Première Guerre mondiale
Eichhorn devient le général commandant la 10e armée le 21 janvier 1915, qu'il commande jusqu'au 5 mars 1918. Il reçoit la médaille Pour le Mérite le 18 août 1915 et les feuilles de chêne de la médaille Pour le Mérite le 28 septembre 1915. Le 30 juillet 1916, tout en restant à la tête de la 10e Armée, Eichhorn devient commandant suprême du groupe d'armée Eichhorn (Heeresgruppe Eichhorn) basé dans les environs de la 10e Armée, qu'il commande jusqu'au 31 mars 1918. Le 18 décembre 1917 Eichhorn est promu Generalfeldmarschall. Le 3 avril 1918, le Feld-maréchal von Eichhorn devient commandant suprême du groupée d'Armée de Kiev (Heeresgruppe Kiew) et gouverneur militaire d'Ukraine. Il est assassiné à Kiev le 30 juillet 1918 par Boris Mikhaïlovitch Donskoï, un socialiste-révolutionnaire de gauche.

### Décorations et distinctions
- Croix de fer 2e classe
- pour le Mérite, avec les feuilles de chêne
- Chevalier de l'Aigle noir